# 三陵总理事务衙门

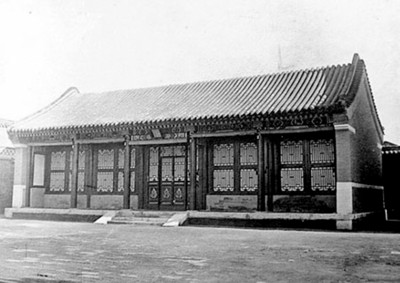
清朝末年的三陵总理事务衙门

三陵总理事务衙门，简称三陵衙门，是清朝总管关外三陵即永陵、福陵、昭陵事务的衙门，位于今辽宁省沈阳市大东区三陵巷。

## 历史
三陵衙门始建于清朝乾隆四十八年（1783年），其职能是总管关外三陵即清永陵、清福陵、清昭陵事务，负责关外三陵的修缮与保护。乾隆帝等清朝皇帝东巡祭祖时，均由三陵衙门负责接待。
清朝为管理关外三陵设有专职官员。设三陵总理事务大臣，由盛京将军充任。昭陵设承办事务衙门大臣、主事、委署主事各1人，读祝官8人，赞礼郎16人；掌关防官1人，副关防官2人；正五品的尚茶正、尚膳正、尚茶副、尚膳副、内管领各1人，副内管领1人，笔帖式1人。此外还有兵丁数百人。

## 建筑
三陵衙门所在的巷子叫“三陵巷”。三陵巷位于大东区的东部，上属大东路，三陵巷的巷口在大东路26号至28号之间。三陵巷南起大东路，北到三自巷，全长116米，宽6米。1989年命名为三陵巷。
三陵衙门原占地面积大约有半个足球场大小，共有20多间房，为一处四合院。大门前有两个石狮，还设有上马石、下马石。
2004年，大东区投资数百万元在抚近门外新修一块绿地，从而重新发现了已成为民居的三陵衙门。此时三陵衙门已十分破败。由于三陵衙门的产权归在其中居住的住户所有，而又未办理拆迁补偿手续，故当时此处无法拆迁或修缮。